# Wola Korzeniowa
```

```

Wola Korzeniowa [ˈvɔla kɔʐɛˈɲɔva] est un village polonais, dans le Powiat de Szydłowiec et dans la voïvodie de Mazovie dans le centre-est de la Pologne.
Il est situé à environ 4 kilomètres au sud de Szydłowiec et à 114 kilomètres au sud de Varsovie.

Sa population compte 473 habitants.